# Bachhagel
Bachhagel är en kommun och ort i Landkreis Dillingen an der Donau i Regierungsbezirk Schwaben i förbundslandet Bayern i Tyskland. Bachhagel har cirka 2 300 invånare.

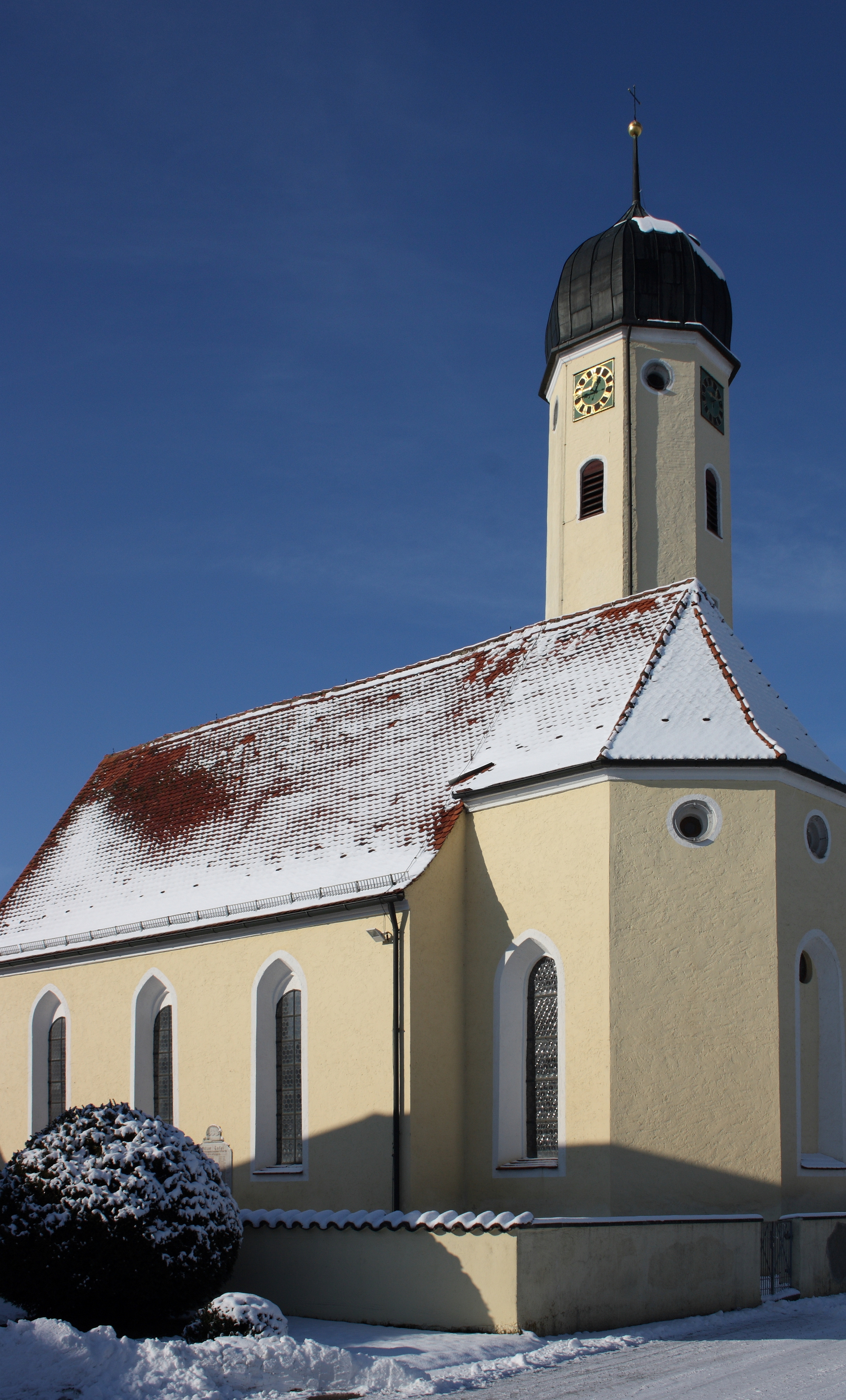
Sankt Mikaels katolska kyrka.

Kommunen ingår i kommunalförbundet Syrgenstein tillsammans med kommunerna Syrgenstein och Zöschingen.